# Балеарський пращник
Балеарські пращники - знамениті майстерні легкі піхотинці - застрільщики часів античності, які професійно володіли пращею і часто служили найманцями у багатьох військах, зокрема у військах Карфагена та Риму. 
Пращники наймалися з Балеарських островів оскільки жителі цих островів вважалися майстерними пращниками, і завдяки цьому великою пошаною як у військах Ганнібала, і пізніше в римської армії. Навіть їхня назва, на думку Діодора Сицилійського, походить від грецького дієслова βάλλειν (кидати).

## Історія
Найдавніші останки, знайдені на Майорці, сягають 3500 року до нашої ери епохи неоліту. Прибуття перших поселенців на острови відбулося у IV тисячолітті до нашої ери. Їх суспільний устрій та релігія вказують, що вони прибули зі східної частини Середземного моря.

## Озброєння

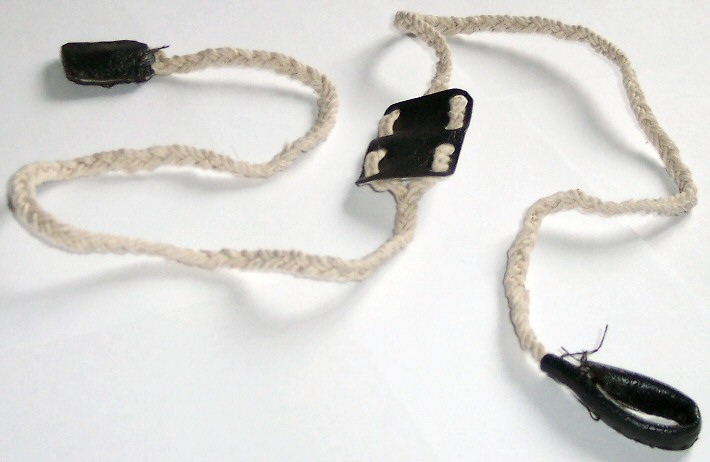
Праща.

Спочатку праща була мисливською зброєю, поки людина не здогадалася використовувати її у збройних конфліктах і війні. Іноді пращу носили оберненою навколо пояса. Виготовлялася вона з пеньки, волосся, жил і очерету. Її довжина становила близько 90 сантиметрів [1]. Як снаряди використовувалися камені, рідше- шатки свинцю. Камені вибиралися виходячи з твердості та форми, маючи вагу до 100 грамів. Зазвичай їх кидали на відстані до 100 метрів, у середньому пращники вели вогонь із 40 метрової дистанції. Свинцеві снаряди виготовлялися у певній формі, яка збільшувала дальність польоту та шкоду від влучення. Вага свинцевих куль коливалася між 45 і 90 грамами, що дозволяло розганяти кулю до найбільшої швидкості. 
Незважаючи на свою зовнішню простоту, в умілих руках праща була не гірша за лук, а в чомусь навіть перевершувала його. Пущені з пращі снаряди мали величезну ударну і пробивну силу, якої було достатньо, щоб зламати людині кістки навіть під обладунком. Попадання в голову майже завжди було летальним, якщо у противника не було шолома; добре підготовлений загін пращників міг би швидко розбити лад важких піхотинців і завдати шкоди застрільщикам противника.

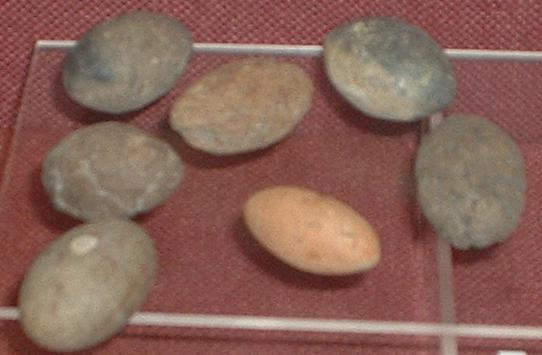
Снаряди для пращі з каменю та обпаленої глини.

Археологічні розкопки в римському поселенні Менорки - Sanitja, виявили підписані снаряди. На одному зі снарядів є абревіатура CAE, яка могла означати римського консула — Квінта Цецилія Метелла Балеарського, який підкорив Балеарські острови республіці в 123 році до нашої ери.
Згідно з творами Ганнібала Барки, балеарські пращники, що билися проти Риму, писали на свинцевих снарядах ім'я римського воєначальника, якого хотіли вбити. Це був їх забобонний обряд.

## Рекрутування
Навчання розпочиналося з раннього дитинства. Спочатку навчали керувати пращею, постійно вдосконалюючи цю навичку. Матері розміщували їжу на гілках дерев, спонукаючи дітей збивати їх із пращі.
Діодор Сицилійський вказує:
|  | Вони мають три пращі, одна з яких знаходиться на голові, інша на талії та третя в руці; використовуючи цю зброю, вони здатні кидати більші снаряди, ніж інші пращники, і з такою силою, що здається, ніби снаряд був кинутий. Через це в атаках на міста вони здатні знищувати захисників, що знаходяться на стінах, а якщо говорити про битви у відкритому полі, то вони можуть зламати велику кількість щитів, шоломів та панцирів усіх видів. |

Балеарські пращники були найманими солдатами, їхня оплата складалася насамперед із тих речей, яких не вистачало на островах: вино, олія чи жінки.

## Бойове застосування
Пращники билися завжди в першій лінії, відокремленій кількома метрами від піхоти. Їхньою функцією було руйнування ворожого захисту. Разом із лучниками вони кидали снаряди, що завдавали серйозної шкоди, так, вони могли розсіяти стрій ворога. Потім вони відходили у тил чи фланги для подальшої підтримки формувань війська. Потім у бій уже вступала піхота.
Їхні високі бойові якості зробили їх знаменитими на все Середземномор'я. Балеарські пращники відрізнялися як точністю кидків, так і вагою снарядів. Вони використовували найважчі снаряди. Вони брали участь як найманці спочатку в греко-карфагенських війнах, а пізніше в першій і другій Пунічних війнах на стороні карфагенян.
Коли Рим вирішив захопити острови через появу на Балеарських островах піратських гнізд, Квінт Цецилій Метелл Балеарік наказав покрити свої судна шкірою, оскільки стрілянина пращників могла їх потопити. Римські легіони захопили острови за два роки. Після підкорення островів Римом балеарські пращники увійшли до складу римських допоміжних військ.